# Серболужицкое радио

Логотип службы Серболужицкого радио до 30 апреля 2017 года

Логотип службы Серболужицкого радио в Берлине

Серболужицкое радио (в.-луж. Serbski rozhłós, н.-луж. Serbski rozgłos, нем. Sorbischer Rundfunk) — радиовещание на лужицких языках, в более узком значении — наименование совместной радиовещательной программы (Serbski rozhłós, Serbski rozgłos и Sorbischer Rundfunk) германских радиостанций Mitteldeutscher Rundfunk (MDR) и Rundfunk Berlin-Brandenburg (RBB) на верхнелужицком и нижнелужицком языках.

## История

### Вещание до 1955 года
В конце 1920-х — начале 1930-х годов предпринимались отдельные попытки организовать радиовещание на лужицких языках на германских радиостанциях, чем занимался лужицкий композитор Бярнат Крауц. В музыкальном архиве радиостанции в Баутцене (Будишин) находится старейшая неполная вокальная запись на лужицком языке, сделанная лейпцигской радиостанцией Mitteldeutscher Rundfunk AG в 1928 году. В 1946—1947 годах государственная чехословацкое радио в Праге выпускало несколько программ на лужицких языках. 14 октября 1948 года в Потсдаме была организована первая 15-минутная радиопередача на лужицких языках, созданная по инициативе председателя серболужицкой культурно-просветительской организации «Домовина» Паволом Недо. Она выходила в эфир с помощью передатчика из Дрездена (и частично из Лейпцига) раз в две недели. Однако из-за частичного изменения времени и частоты передачи это вызывало лишь слабый резонанс в обществе, и подобные передачи прекратились.
«Домовина» обратилась к Государственному комитету по радиовещанию ГДР с ходатайством об образовании студии лужицкого радиовещания в Гёрлице, которое было удовлетворено 22 марта 1953 года. Хотя центр находился за пределами лужицкой общины, его оборудовали по последнему слову техники. Руководителем «Sorbische Studio» был назначен Клаус Геммо из Крушвицы, единственный серболужицкий журналист на радио ГДР. Его сотрудники не имели никакого опыта работы в журналистике, а музыкальный архив и архив текстов также не существовал. Первое время программы выходили раз в неделю, их общий хронометраж достигал 70 минут. Вещание осуществлялось на средних волнах с помощью передатчика Райхенбах около Лёбау. Первоначально программы выходили только на верхнелужицком языке. С 1955 года появились выпуски и на нижнелужицком языке, а 1 апреля 1956 года продолжительность передач увеличилась до 90 минут (20 на нижнелужицком языке).

### Лужицкое радио в ГДР
31 декабря 1956 года лужицкая студия «Sorbische Studio» при Государственном комитете радиовещания ГДР была преобразована в лужицкую редакцию Радио ГДР (передатчик в Коттбусе). Стали выходить отдельные программы вещания на верхнелужицком языке в Баутцене (Sorbische Studio Bautzen) и нижнелужицком в Котбусе. Вещание осуществлялось с помощью передатчика Гросс-Цейсиг близ Хойерсверды. С осени 1988 года стали выходить программы о религии, инициированные серболужицким журналистом Гельмутом Рихтарем (Helmut Rychtaŕ), переехавшем из Котбуса в Баутцен. Он увеличил программу студии в Баутцене в 1987 году, доведя её к осени 1989 года до нескольких часов в день.

### Вещание в современной Германии
После объединения ГДР и ФРГ и последующей реструктуризации радиовещания вся программа лужицкого радиовещания оказалась в ведении Sachsen Radio. 1 января 1992 года были созданы новые общественные телерадиокомпании: вещание на верхнелужицком языке отныне было в ведении телерадиокомпании Mitteldeutscher Rundfunk (MDR), а на нижнелужицком — в ведении Ostdeutscher Rundfunk Brandenburg (ORB). 19 апреля 1992 года в телеэфир ORB вышла программа «Magazin Łužyca» (Лужицкий журнал) на нижнелужицком, а в 2001 году в телеэфире MDR появилась программа «Magazin Wuhladko» на верхнелужицком. С 1996 года на немецком и верхнелужицком языках (система Zweikanalton) по воскресеньям выходит детская программа Sandmännchen.
С 2003 года вещание «Бранденбургского серболужицкого радио» на нижнелужицком языке (Bramborske Serbske Radijo) находится в ведении новой телерадиокомпании Rundfunk Berlin-Brandenburg, главная студия находится в Котбусе (дом 155, Берлинерштрассе). Студия вещания «Серболужицкого радио» на верхнелужицком языке (Serbski Rozhłós) по-прежнему находится в Баутцене, в Доме лужицких сербов. Радиовещание также доступно и в интернете на сайтах радиокомпаний RBB и MDR. С 6 января 2020 года вещание на верхнелужицком в рамках MDR составляет не 21,5 часов в неделю, а 27,5 часов.
Из выдающихся журналистов в различные годы на серболужицком радио работали Рожа Шенкарёва, Ютта Кайсерова, Маргита Гейнрихова, Богна Коренг, Аня Погончова.

## Передачи

### Программа передач
В настоящее время передачи «Серболужицкого радио» выходят ежедневно в течение нескольких часов.
- С понедельника по пятницу с 5 до 9 часов — программы радиостанции MDR
- С понедельника по пятницу с 12 до 13 часов — программы радиостанции RBB
  - Понедельник — программа «Łužyca cora a źinsa» (Лужица вчера и сегодня);
  - Вторник — программа «Muzika — rad słyšana» (Хорошая музыка)
  - Среда — программа «Magacin k połudnju» (Полуденные новости)
  - Четверг — программа «Łužyske impresije» (Лужицкие впечатления)
  - Пятница — программа «Muzika a porucenja» (Музыка и службы)
- С понедельника по пятницу с 19 до 20 часов — программы радиостанции RBB
  - В первый четверг месяца — с 12.10 по 12.40 — молодёжная программа «Bubak[нем.]»[2].
- Понедельник — с 20 до 22 часов — молодёжный журнал «Radio Satkula[нем.]» радиостанции MDR
- Суббота — с 6 до 10 часов программа «Frühmagazin» радиостанции MDR
- Воскресенье и праздничные дни — с 11 до 12.30 часов — «Семейная программа» радиостанции MDR
- Воскресенье и праздничные дни — с 12.30 до 14 часов — «Семейная программа» радиостанции RBB

### Частоты вещания
| Частоты                                                                        | Передатчик | Мощность                                                                                  | Сетевой партнёр                               |
| ------------------------------------------------------------------------------ | --- | ----------------------------------------------------------------------------------------- | --------------------------------------------- |
| 093,4 МГц                                                                      | Коттбус/Калау | 30 кВт                                                                                    | Inforadio                                     |
| 100,4 МГц                                                                      | Хойерсверда | 30 кВт                                                                                    | MDR Sachsen (региональное вещание в Баутцене) |
| 202,928 МГц, Канал 9A, DAB+, 80 кбит/с, позывной MDR SACHSEN SORB или MDR SORB | Хойерсверда Лейпциг/Мессегрунд Ошац/Коллмберг Лёбау/Шафберг Дрезден-Вахвиц Нойштадт/Унгер Фрайберг-Ост Хемниц-Райхенхайн Хемниц/Гайер Ауэрбах/Шёнек | 08,9 кВт 10,0 кВт 09,3 кВт 06,0 кВт 10,0 кВт 05,0 кВт 01,0 кВт 10,0 кВт 10,0 кВт 10,0 кВт | MDR Sachsen                                   |

### Телевидение
Телерадиокомпании MDR и RBB транслируют собственные телепередачи на лужицких языках. Спутниковое вещание доступно благодаря спутникам Astra, вследствие чего программы можно поймать практически в любой точке Европы.
- В первую субботу месяца MDR показывает с 11:45 по 12:15 программу «Wuhladko» (только для Саксонии, в Тюрингии и Заксен-Анхальте идёт в это время сериал «Линденштрассе»). Повтор эфира в следующий вторник в 5:50 утра на MDR и во вторую субботу месяца с 13:30 до 14:00 на RBB.
- В третью субботу месяца RBB показывает с 14:00 по 14:30 программу «Łužyca», повтор эфира в следующий вторник в ночном эфире, а также в эфире MDR (для Саксонии) в четвёртую субботу месяца в 12:20.